# Strixomyia manselli
Strixomyia manselli is een insect uit de familie van de vlinderhaften (Ascalaphidae), die tot de orde netvleugeligen (Neuroptera) behoort. 
Strixomyia manselli is voor het eerst wetenschappelijk beschreven door Tjeder in 1989.